# Leonti Gourtiev
Leonti Nikolaïevitch Gourtiev (en russe : Лео́нтий Никола́евич Гу́ртьев) ; (1er juillet 1891 - 3 août 1943) était un major-général soviétique.

## Biographie
Né dans le gouvernement de Bakou, d'un père garde chasse. Sa famille s'installe dans la région de Kaunas, en Lituanie actuelle, en 1900.
Diplômé en 1911 d'une école technique, il s'inscrit à l'institut de technologie de Kharkov. Il est transféré un an plus tard à l'institut polytechnique de Saint-Pétersbourg, mais est arrêté et condamné à trois mois de forteresse pour participation à des manifestations ouvrières en juillet 1914, ce qui l'empêche de terminer son cursus. Il est incarcéré à la forteresse Pierre-et-Paul.
Après sa libération il est presque immédiatement enrôlé dans l'armée et il est fait prisonnier à l'automne 1915 sur le front autrichien.
À l'automne 1918, quand éclate la révolution hongroise, tous les prisonniers sont libérés.
En juin 1919, il est enrôlé dans l'armée rouge où il gravit progressivement les échelons.
En mai 1936, il commande une division d'instruction à Omsk, puis prend la direction de l'école d'infanterie d'Omsk en septembre 1939.
En parallèle Gourtiev est très actif dans la vie publique : il est conseiller de la région d'Omsk et député du peuple.
Le 15 juin 1942 il est nommé à la tête de la 308e division d'infanterie, nouvellement formée, qui est envoyée pour défendre la ville de Stalingrad, où elle prend position dans la nuit du 27 septembre 1942.
La division est notamment chargée de la défense de l'usine Barricade.
Très apprécié de Tchouïkov, chef de la 62e armée, Gourtiev est promu major-général le 7 décembre 1942.
La 308e division participe à la bataille de Koursk à partir du 12 juillet 1943 et c'est au cours de la contre offensive vers Orel que le major-général Gourtiev trouve la mort le 3 août 1943.
Gourtiev sera proclamé héros de l'union soviétique à titre posthume le 27 août 1943.

## Récompenses et distinctions
- Héros de l'Union soviétique
- Ordre de Lénine
- Ordre du Drapeau rouge
- Médaille pour la Défense de Stalingrad
- Étoile d'or